# Rosalia thành Palermo
Saint Rosalia (1130–1166), còn được gọi là La Santuzza hay "The Little Saint", và ở Sicilia là "Rusulia", là vị thánh bảo trợ của Palermo ở Ý và ba thị trấn ở Venezuela: El Hatillo, Zuata và Anzoátegui.
Bà là con gái của quận vương Simbald, hậu duệ của Đại đế Charlemagne sinh năm 1130 tại Palermo, Sicily, Ý Đại Lợi. Năm 14 tuổi sau khi được thị kiến với Đức Mẹ bà đã bỏ nhà ra đi đến sống ẩn tu tại một hang đá trên núi Pellegro để gìn giữ trinh tiết. Trên vách đá Bà đã viết những dòng chữ sau đây: Tôi, Rosalia, con gái quận vương Simbald, đã cương quyết sống trong hang đá này vì tình yêu của Chúa tôi, Đức Giêsu Kitô." Bà đã sống ẩn ở đó một mình ngày đêm suy gẫm, cầu nguyện và kết hợp với Thiên Chúa xa lánh trần tục cho đến ngày từ giả cưộc đời năm 1160.
Sau khi chết Bà đã nhiều lần hiện về với dân trong vùng cho đến năm 1625 dưới thời Đức Giáo hoàng Urban VIII thì người ta mới tìm thấy hài cốt của Bà trong hang đá trên núi Pellegro.
Đức Giáo hoàng Pius XI năm 1927 đã ấn định lễ kính thánh nữ là ngày 4 tháng 9. Để tôn kính dân chúng Palermo thường làm đám rước Bà vào ngày 4 tháng 9 hằng năm. Mộ Thánh Nữ hiện nay trong Vương cung thánh đường ở Palermo.